# Saichō
Saichō (jap. 最澄; ur. 15 września 766, zm. 26 czerwca 822) – założyciel szkoły tendai w Japonii. Pośmiertnie nadano mu imię Dengyō Daishi (jap. 伝教大師 Wielki Nauczyciel Buddyzmu Przekazujący Naukę).
W wieku 12 lat wstąpił do zakonu buddyjskiego i studiował pod okiem Gyōhyō w prowincjonalnej świątyni w Omi. W kwietniu 785 r. został wyświęcony w świątyni Tōdai-ji, otrzymując 250 reguł. W czerwcu tego samego roku powędrował na górę Hiei i zbudował tam małe schronienie, w którym oddał się studiowaniu traktatów i pism buddyjskich, zwłaszcza szkoły tiantai. W 804 r. udał się do Chin, w towarzystwie swojego ucznia Gishina. Tam studiował buddyzm tiantai pod przewodnictwem ucznia Miaoluo, Daosuia, który wówczas zatrzymał się w świątyni Longxing. Był także uczniem Daoxuana, który zapoznał go m.in. z ideami szkoły chanu. W 805 r. wrócił do Japonii i w następnym roku założył szkołę tendai, będącą odpowiednikiem szkoły tiantai. W tym czasie wszyscy kapłani byli wyświęcani w obrządku therawady. Saichō kontynuował wysiłki, aby zdobyć cesarskie zezwolenie na budowę centrum wyświęceń mahajany na górze Hiei, pomimo opozycji ze strony starszych szkół Nary. Pozwolenie zostało w końcu udzielone tydzień po jego śmierci, w 827 r., a centrum wyświęceń zostało zakończone przez jego następcę, Gishina.
Po swoim powrocie do Japonii Saichō koncentrował się również na obalaniu interpretacji starszych szkół buddyjskich. Szczególnie znana jest jego debata z Takuichim, kapłanem buddyzmu hossō. Rozpoczęła się ona we wczesnym okresie ery Kōnin (810–824). Takuichi utrzymywał, że nauka jednego wehikułu w Sutrze Lotosu jest nauką tymczasową, którą Budda Siakjamuni głosił, aby trafić w możliwości ludzi, a nauki trzech wehikułów to prawdziwe nauki, oraz że niektórzy ludzie nie mają możliwości osiągnięcia stanu Buddy. W przeciwieństwie do tych twierdzeń, Saichō utrzymywał, że wszyscy ludzie mają naturę Buddy oraz że najwyższy wehikuł głoszony w Sutrze Lotosu jest prawdziwą nauką. Saichō był kluczową postacią utrzymywania słuszności Sutry Lotosu w Środkowym Dniu Prawa.

## Linia przekazu
- Jingxi Zhanran (711-782) dziewiąty patriarcha (szósty patriarcha)
  - Daosui[1] dziesiąty patriarcha (siódmy patriarcha), 1 patriarcha japoński 
    - Saichō (767-822) założyciel szkoły tendai w Japonii
      - Gishin (781-833)
        - Enchin (814-891)

      - Ennin (794-864)
        - Henjō (817-890)
          - Annen (841-915)